# Classic Grand Besançon Doubs 2023
La Classic Grand Besançon Doubs 2023, terza edizione della corsa e valida come evento dell'UCI Europe Tour 2023 categoria 1.1, si svolse il 14 aprile 2023 su un percorso di 169,6 km, con partenza da Besançon e arrivo a Montfaucon, in Francia. La vittoria fu appannaggio del francese Victor Lafay, il quale completò il percorso in 4h10'31", alla media di 40,62 km/h, precedendo il connazionale Lenny Martinez e lo spagnolo Roger Adrià.
Sul traguardo di Montfaucon 91 ciclisti, dei 119 partiti da Besançon, portarono a termine la competizione.

## Squadre e corridori partecipanti
| N.    | Cod. | Squadra                     |
| ----- | ---- | --------------------------- |
| 1-6   | GFC  | Groupama-FDJ                |
| 11-16 | ACT  | AG2R Citroën Team           |
| 21-26 | COF  | Cofidis                     |
| 31-36 | ARK  | Team Arkéa-Samsic           |
| 41-46 | BWB  | Bingoal WB                  |
| 51-56 | BEB  | Bolton Equities Black Spoke |
| 61-66 | BBH  | Burgos-BH                   |
| 71-76 | EKP  | Equipo Kern Pharma          |
| 81-86 | EUS  | Euskaltel-Euskadi           |
| 91-96 | LTD  | Lotto Dstny                 |

| N.      | Cod. | Squadra                    |
| ------- | ---- | -------------------------- |
| 101-106 | TFB  | Team Flanders-Baloise      |
| 111-116 | COR  | Team Corratec              |
| 121-126 | TEN  | TotalEnergies              |
| 131-136 | BAI  | Bike Aid                   |
| 141-146 | UCN  | CIC U Nantes Atlantique    |
| 151-156 | LTP  | Leopard Togt Pro Cycling   |
| 161-166 | NMC  | Nice Métropole Côte d'Azur |
| 171-176 | AUB  | St Michel-Mavic-Auber93    |
| 181-186 | TIS  | Tarteletto-Isorex          |
| 191-196 | USA  | Stati Uniti                |

## Ordine d'arrivo (Top 10)
| Pos. | Corridore        | Squadra   | Tempo    |
| ---- | ---------------- | --------- | -------- |
| 1    | Victor Lafay     | Cofidis   | 4h10'31" |
| 2    | Lenny Martinez   | Groupama  | s.t.     |
| 3    | Roger Adrià      | Kern      | a 2"     |
| 4    | Guillaume Martin | Cofidis   | a 5"     |
| 5    | Thibaut Pinot    | Groupama  | a 8"     |
| 6    | Clément Berthet  | AG2R      | a 18"    |
| 7    | Jesús Herrada    | Cofidis   | a 23"    |
| 8    | Ewen Costiou     | Arkéa     | a 25"    |
| 9    | Jetse Bol        | Burgos-BH | a 39"    |
| 10   | Élie Gesbert     | Arkéa     | s.t.     |